# Selezioni giovanili della nazionale maschile di pallacanestro di Malta
Le selezioni giovanili della nazionale di pallacanestro di Malta sono gestite dalla Malta Basketball Association e partecipano ai tornei cestistici internazionali per squadre nazionali, limitatamente a specifiche classi d'età.

## Maschili

### Under-20
Rappresenta i migliori giocatori di nazionalità maltese di età non superiore ai 20 anni. Partecipa a tutte le manifestazioni internazionali giovanili di pallacanestro per nazioni gestite dalla FIBA.
Nel corso degli anni questa selezione ha subìto alcuni cambiamenti nel nome, dovuti agli adeguamenti nelle normative della FIBA in fatto di classificazione delle categorie giovanili.
Agli inizi la denominazione originaria era Nazionale Juniores, in quanto la FIBA classificava le fasce di età sotto i 22 anni con la denominazione "juniores". In seguito, denominazione e fasce di età sono state equiparate, divenendo Nazionale Under 22. Dal 2000, la FIBA ha modificato nuovamente il tutto, equiparando sotto la dicitura "under 20" sia denominazione che fasce di età. Da allora la selezione ha preso il nome attuale.

#### Partecipazioni
Partecipa agli Europei di Division B.

### Under-18
Rappresenta i migliori giocatori di nazionalità maltese di età non superiore ai 18 anni. Partecipa a tutte le manifestazioni internazionali giovanili di pallacanestro per nazioni gestite dalla FIBA.
Agli inizi la denominazione originaria era Nazionale Cadetti, in quanto la FIBA classificava le fasce di età sotto i 18 anni con la denominazione "cadetti". Dal 2000, la FIBA ha modificato il tutto, equiparando sotto la dicitura "under 18" sia denominazione che fasce di età. Da allora la selezione ha preso il nome attuale.

#### Partecipazioni
Partecipa agli europei di Division C.

### Under-16
Rappresenta i migliori giocatori di nazionalità maltese di età non superiore ai 16 anni. Partecipa a tutte le manifestazioni internazionali giovanili di pallacanestro per nazioni gestite dalla FIBA.
Agli inizi la denominazione originaria era nazionale Allievi, in quanto la FIBA classificava le fasce di età sotto i 18 anni con la denominazione "allievi". Dal 2000, la FIBA ha modificato il tutto, equiparando sotto la dicitura "under 16" sia denominazione che fasce di età. Da allora la selezione ha preso il nome attuale.

#### Partecipazioni
Ha sempre partecipato agli Europei di Division C.

## Femminili

### Under-20
Rappresenta le migliori giocatrici di nazionalità maltese di età non superiore ai 20 anni. La selezione è inattiva.

### Under-18
Rappresenta le migliori giocatrici di nazionalità maltese di età non superiore ai 18 anni. Partecipa a tutte le manifestazioni internazionali giovanili di pallacanestro per nazioni gestite dalla FIBA.
Agli inizi la denominazione originaria era Nazionale Cadette, in quanto la FIBA classificava le fasce di età sotto i 18 anni con la denominazione "cadette". Dal 2000, la FIBA ha modificato il tutto, equiparando sotto la dicitura "under 18" sia denominazione che fasce di età. Da allora la selezione ha preso il nome attuale.

#### Partecipazioni
Division C
- 1997 - 6°
- 1999 - 6°
- 2001 - 6°
- 2003 - 4°
- 2005 - 4°

### Under-16
Rappresenta le migliori giocatrici di nazionalità macedone di età non superiore ai 16 anni. Partecipa a tutte le manifestazioni internazionali giovanili di pallacanestro per nazioni gestite dalla FIBA.
Agli inizi la denominazione originaria era nazionale Allieve, in quanto la FIBA classificava le fasce di età sotto i 18 anni con la denominazione "allieve". Dal 2000, la FIBA ha modificato il tutto, equiparando sotto la dicitura "under 16" sia denominazione che fasce di età. Da allora la selezione ha preso il nome attuale.

#### Partecipazioni
Division C
- 2000 - 5°
- 2002 - 4°
- 2008 - 4°
- 2010 - 5°
- 2011 -  3°

- 2012 - 6°
- 2015 -  3°
- 2016 -  3°
- 2017 -  2°
- 2018 - 5°

- 2019 - 6°
- 2022 -  3°
- 2023 - 4°